# 13 (število)
13 (trínajst ali trinájst) je naravno število, za katero velja 13 = 12 + 1 = 14 − 1.

## V matematiki
- najmanjše število, katerega vsota njegovih števk je enaka 13 je 49 (4+9=13).
- najmanjše kubno praštevilo enačbe {\displaystyle 3y^{2}+6y+4}.
- drugo zvezdno število.
- drugo pitagorejsko praštevilo {\displaystyle 13=4\cdot 3+1\!\,}.
- tretje Prothovo praštevilo {\displaystyle 13=3\cdot 2^{2}+1\!\,}.
- tretje najmanjše število, za katerega velja Midyjev izrek.
- četrto število Markova.
- četrto veselo število in drugo veselo praštevilo.
- peto srečno število in tretje srečno praštevilo.
- peto regularno praštevilo.
- šesto Čenovo praštevilo.
- šesto Higgsovo praštevilo.
- osmo Fibonaccijevo število 13 = 5 + 8.
- osmo Ulamovo število {\displaystyle 13=2+11\!\,}.
- Wilsonovo praštevilo.
- število različnih arhimedskih teles.
- število različnih arhimedskih grafov.
- število različnih Catalanovih teles.

## V znanosti
- vrstno število 13 ima aluminij (Al).

## Drugo
13 velja pri vraževernih za nesrečno število.

### Leta
- 413 pr. n. št., 313 pr. n. št., 213 pr. n. št., 113 pr. n. št., 13 pr. n. št.
- 13, 113, 213, 313, 413, 513, 613, 713, 813, 913, 1013, 1113, 1213, 1313, 1413, 1513, 1613, 1713, 1813, 1913, 2013, 2113